# Colosse (Mitoraj)
Pour les articles homonymes, voir Colosse.
Colosse (ou Icare) est une œuvre d'Igor Mitoraj. C'est l'une des œuvres d'art de la Défense, en France.

## Description
L'œuvre est située dans le quartier du Faubourg de l'Arche.

## Historique
L'œuvre est installée en 2001.